# コロニー郡区 (アイオワ州アダムズ郡)
コロニー郡区は、アメリカ合衆国、アイオワ州、アダムズ郡にある12の郡区の一つである。2000年の国勢調査で、人口は222人だった。

## 地理
コロニー郡区は、92.3平方キロメートル（35.65平方マイル)で、組み込まれている自治体(incorporated settlements)は存在しない。
アメリカ地質調査所によると、この郡区はBohemian Nationalと Rose Hillの2つの霊園が含まれている。